# Dynaspidiotus spartii
Dynaspidiotus spartii är en insektsart som beskrevs av Kaussari 1954. Dynaspidiotus spartii ingår i släktet Dynaspidiotus och familjen pansarsköldlöss.
Artens utbredningsområde är Iran. Inga underarter finns listade i Catalogue of Life.